# Calpenia monilifera
Calpenia monilifera är en fjärilsart som beskrevs av Ob. 1903. Calpenia monilifera ingår i släktet Calpenia och familjen björnspinnare. Inga underarter finns listade i Catalogue of Life.